# Очі чорні (фільм)
«Очі чорні» (рос. «Очи чёрные») — радянсько-італійський художній фільм 1987 року режисера Микити Михалкова, знятий за мотивами кількох оповідань  А. П. Чехова, включаючи знамениту «Даму з собачкою».

## Сюжет
Герой фільму італієць Романо (Марчелло Мастроянні) в молодості одружився з любові на багатій однокурсниці, переїхавши жити до неї в величезний родовий маєток. За роки подружнього життя його творча натура (архітектор за освітою, жартівник і винахідник за характером) стала чахнути за відсутності необхідності до всякого духовного прагнення, тоді як любов ослабла, залишилася лише звичка. Тому час від часу, коли життя вдома стає занадто стомлюючим, Романо їде на курорт, де, відпочиваючи і приймаючи оздоровчі процедури, заводить любовні романи.
Одного разу в одну з таких своїх «оздоровчих» поїздок головний герой знайомиться з соромливою російською жінкою на ім'я Анна (Олена Сафонова), в яку відразу закохується. Анна відповідає йому взаємністю і між ними спалахує любов. Розриваючись між обов'язком і почуттям, одружена Анна, не попрощавшись з Романо, їде додому, залишивши йому лише прощального листа, написаного незнайомою йому російською мовою (при тому, що сама Анна вільно володіє італійською). Романо вирішує піти за нею і добиватися руки своєї нової коханої.
Проявивши неабияку артистичність і винахідливість, щоб отримати візу на поїздку в Росію (прикинувшись, наприклад, підприємцем, який бажає відкрити в Росії завод з виробництва небиткого скла), Романо отримує можливість відправитися за своєю коханою. Після довгої подорожі з Петербурга герой, нарешті, знаходить Анну в місті Сисоєв (на екрані показана Кострома) і дізнається про те, що вона перебуває у шлюбі з відомим в місті великим чиновником (Інокентій Смоктуновський). Анна мало не позбавляється почуттів, коли зустрічається з Романо в Сисоєві.
Романо дізнається, що Анна як і раніше його любить. Засліплений щастям герой обіцяє їй після приїзду до Італії негайно розлучитися і повернутися за нею в Росію, щоб одружитися і забрати з собою в Європу. Після повернення додому виявляється, що його дружина-аристократка переживає справжню кризу — її сім'я збанкрутувала. Почуття обов'язку, змішане з ностальгічним спогадом про щасливу молодость, утримує Романо в Італії поруч з дружиною. Через деякий час герой забуває про Анну і дані їй обіцянки.
У зв'язку з рамковою структурою сюжету (розповідь в оповіданні) глядач знайомиться з головним героєм через 8 років після цієї любовної історії, яку постарілий Романо розповідає російському мандрівникові (Всеволод Ларіонов), який розуміє по-італійськи.

## У ролях
| - Марчелло Мастроянні — архітектор Романо Патрое - Олена Сафонова — Анна Сергіївна - Інокентій Смоктуновський — Модест Петрович, міський голова - Всеволод Ларіонов — комерсант Павло Алексєєв - Сільвана Мангано — Еліза, дружина Романо - Юрій Богатирьов — Олександр, предводитель дворянства - Лариса Кузнецова — Зінаїда, його дружина - Дмитро Золотухін — Костянтин Степанович, ветеринар в Сисоєві - Олег Табаков — Петро Васильович - Геннадій Матвєєв — поліцмейстер - Марта Келлер — Тіна - Паоло Бароні — Манліо, друг Романо - Піна Чеї — мати Елізи - Роберто Герліцка — адвокат - Авангард Леонтьєв — чиновник в Петербурзі - Павло Кадочников — чиновник в Петербурзі - Олександр Філіппенко — чиновник в Петербурзі - Олексій Кузнєцов — пан зі свити предводителя дворянства - Любов Руднєва — покоївка - Галина Бокашевська — покоївка - Ніно Біньяміні — покупець | - Марія Грація Бон — його дружина - Елгуджа Бурдулі — кухар на кораблі - Іза Галлінеллі — власник пансіону - Франческо Де Роза — гість - П'єрлуїджі Черветті — майстер з художньої гімнастики - Рендзо Маріньяно — генерал - Марія Грація Наздар — постраждала - Ріккардо Парісіо Перротта — Додо - Карола Станьяро — професор славістики - Макс Туріллі — батько в Німеччині - Ольга Вощіліна — дочка Костянтина - Олександр Пятков — зустрічаючий в Сисоєві - Наталія Хорохоріна — дама зі свити предводителя дворянства (в титрах не вказано) - Олександр Адабаш'ян — медперсонал в санаторії - Лоредана Мартінес — епізод - Евеліна Мегхангі — епізод - Франческа Вентура — епізод - Ізабелла Росселліні — епізод - Михайло Бузильов-Крецо — епізод |

## Знімальна група
- Автори сценарію:
  -  Олександр Адабаш'ян
  -  Микита Михалков
- Режисер: Михалков Микита Сергійович
- Оператор: Франко Ді Джакомо
- Художник:  Олександр Адабаш'ян